# Número de renovação
Em enzimologia, o termo número de renovação' (também conhecido como kcat o k2, de onde é chamado também de constante catalítica) é definido como o máximo número de moléculas de um substrato que uma molécula de enzima pode converter em produto por unidade de tempo. É calculado do seguinte modo:
{\displaystyle k_{\mathrm {cat} }={\frac {V_{\max }}{[E]_{T}}}}
Por exemplo, a anidrase carbônica possui um número de renovação entre 400 000 e 600 000 moléculas de produto (íons bicarbonato) por molécula de enzima por segundo.